# الحكم القضائي الواقف
وقف الحكم القضائي هو عملية إصدار قرار أو حالة تشريعية تأخذ في عين الاعتبار عن إصدار قرار بالوقف، وعلى وجه الخصوص الحالات التي تبنى على أساس أدبي وأخلاقي.
المفهوم المعاكس لعملية وقف القرار القضائي، هو لإصدار حكم مسبق (سابق لأوانه) عادة ما يتم اختصارها في تحيز أو في بعض أنظمة الفلسفية مثل مذهب الشك لدى يبرونيه وهو معاكس لاتخاذ مذهب أوعقيدة.
بينما تعتبر عملية الحكم المسبق والتي تتضمن رسم خلاصة وعملية إصدار الحكم قبل الحصول على المعلومات المتعلقة لإصدار مثل هكذا قرار، حكم بوقف القرار القضائي يتضمن انتظار جميع الحقائق قبل عملة إصدار (صناعة) القرار.
المفهوم المجمل هو أن هنالك فرق بين عملية وقف القرار القضائي وعملية أصدار حكم مسبق .
```
يقصد بالقرار القضائي:- هو أمر القاضى مثلاً بتأجيل الفصل في الدعوى المقامة لأي سبب كان مثل عدم كفاية الأدلة ، حضور بعض الشهود أو طلب المحامي ذلك لعدم تحضره الكافي للقضية المنظورة ؛ أما الحكم في الدعوى:- يقصد به الفصل في الدعوى المقامة بإصدار حكم فيها .
[
2
]
```